# Notylia orbicularis
Notylia orbicularis är en orkidéart som beskrevs av Achille Richard och Henri Guillaume Galeotti. Notylia orbicularis ingår i släktet Notylia och familjen orkidéer.

## Underarter
Arten delas in i följande underarter:
- N. o. orbicularis
- N. o. warfordiae